# المسحال (لودر)

تعديل مصدري - تعديل

المسحال هي إحدى قرى عزلة زارة بمديرية لودر التابعة لمحافظة أبين، بلغ تعداد سكانها 403 نسمة حسب تعداد اليمن لعام 2004.